# Højby Sogn (Odense Kommune)
 For alternative betydninger, se Højby Sogn. (Se også artikler, som begynder med Højby Sogn)
Højby Sogn er et sogn i Hjallese Provsti (Fyens Stift). Sognet ligger i Odense Kommune; indtil Kommunalreformen i 1970 lå det i Åsum Herred (Odense Amt). I Højby Sogn ligger Højby Kirke.
I Højby Sogn findes flg. autoriserede stednavne:
- Ellekær (bebyggelse)
- Højby (bebyggelse, ejerlav)
- Højby Huse (bebyggelse)
- Højby Mark (bebyggelse)
- Musehuse (bebyggelse)